# Дериба Мерга
Дериба Мерга Эджиду — эфиопский стайер и марафонец.
Профессиональную карьеру начал в 2006 году с победы на Парижском полумарафоне с результатом 1:00.45. В этом же году стал бронзовым призёром чемпионата мира по кроссу 2006 года в командном первенстве. Победитель 15-и километрового Монтферландского пробега 2006 года. В 2007 году выиграл полумарафон на Всеафриканских играх и занял 4-е место на чемпионате мира по полумарафону с результатом 59.16. На олимпийском марафоне 2008 года занял 4-е место с результатом 2:10.21. Не смог добежать до финиша на марафонской дистанции на чемпионате мира 2009 года. Победитель 10-километрового пробега World's Best 10K в 2008 году.
Серебряный призёр Нью-Йоркского полумарафона 2012 года с результатом 59.48.

## Достижения
- Победитель Хьюстонского марафона 2009 года — 2:07:52
- Победитель Бостонского марафона 2009 года — 2:08:42
- Победитель Боготинского полумарафона 2010 года — 1:02:31
- Победитель Рас-эль-Хаймского полумарафона 2011 года — 59:25